# La Aldea (Villarcayo de Merindad de Castilla la Vieja)
La Aldea es una localidad del municipio de Villarcayo de Merindad de Castilla la Vieja, en la provincia de Burgos, perteneciente a la comarca de Las Merindades, y al partido judicial de Villarcayo.

## Demografía
En el censo de 1950 contaba con 115 habitantes, reducidos a 23 en el padrón municipal de 2024.

## Geografía
Bañada por el Arroyo de Cárcomas, afluente del río Nela, a 6 km de Villarcayo, la cabecera municipal, y a 75 km de Burgos.

### Localidades limítrofes
La Aldea limita al norte con Villarías, al nordeste con El Vado, al este con Paralacuesta, al sureste con Casares, al sur con Barruelo, al oeste con Bisjueces y al noroeste con Andino.

## Historia
Aldea, de la Jurisdicción de Medina de Pomar, en el partido de Castilla la Vieja en Burgos, jurisdicción de señorío, ejercida por el Duque de Frías quien nombraba su alcalde ordinario.
A la caída del Antiguo Régimen queda agregado al ayuntamiento constitucional de Aldeas de Medina, en el partido de Villarcayo, perteneciente a la región de Castilla la Vieja. En el año 1901 se incorpora al municipio de Merindad de Castilla la Vieja.

### Descripción de Sebastían Miñano (1826)
Lugar de Señorío, de España, en Castilla la Vieja, provincia de Burgos, Arzobispado de Burgos, partido de Castilla la Vieja en Burgos, Jurisdicción de Medina de Pomar, Regidor Pedáneo, 15 vecinos, 67 habitantes.
En el camino real que conduce desde Santoña a Burgos, entre Soncillo y Villamagril, a legua y media del primero, y a legua y cuarta del segundo. Dista 13 leguas de la capital.
Contribuye con las 14 Aldeas de Medina.